# Яблонька (приток Стрыя)
Яблонька (укр. Яблунька) — река в Самборском районе Львовской области Украины. Левый приток реки Стрый (бассейн Днестра).
Длина реки 23 км, площадь бассейна 141 км². Типично горная река. Дно каменистое, течение быстрое. Нередко бывают паводки.
Берёт начало на северо-западной окраине села Верхняя Яблонька. В верхнем течении река протекает по территории Надсанского регионального парка. Сначала течёт на юго-восток, в среднем течении поворачивает под прямым углом и вплоть до устья течёт в северо-восточном направлении.
Протекает через сёла Верхняя Яблонька, Нижняя Яблонька, город Турка. Впадает в Стрый северо-восточнее города Турка.
Основные притоки — Литмир (левый), Писаная (правый).